# Ernesto Maserati

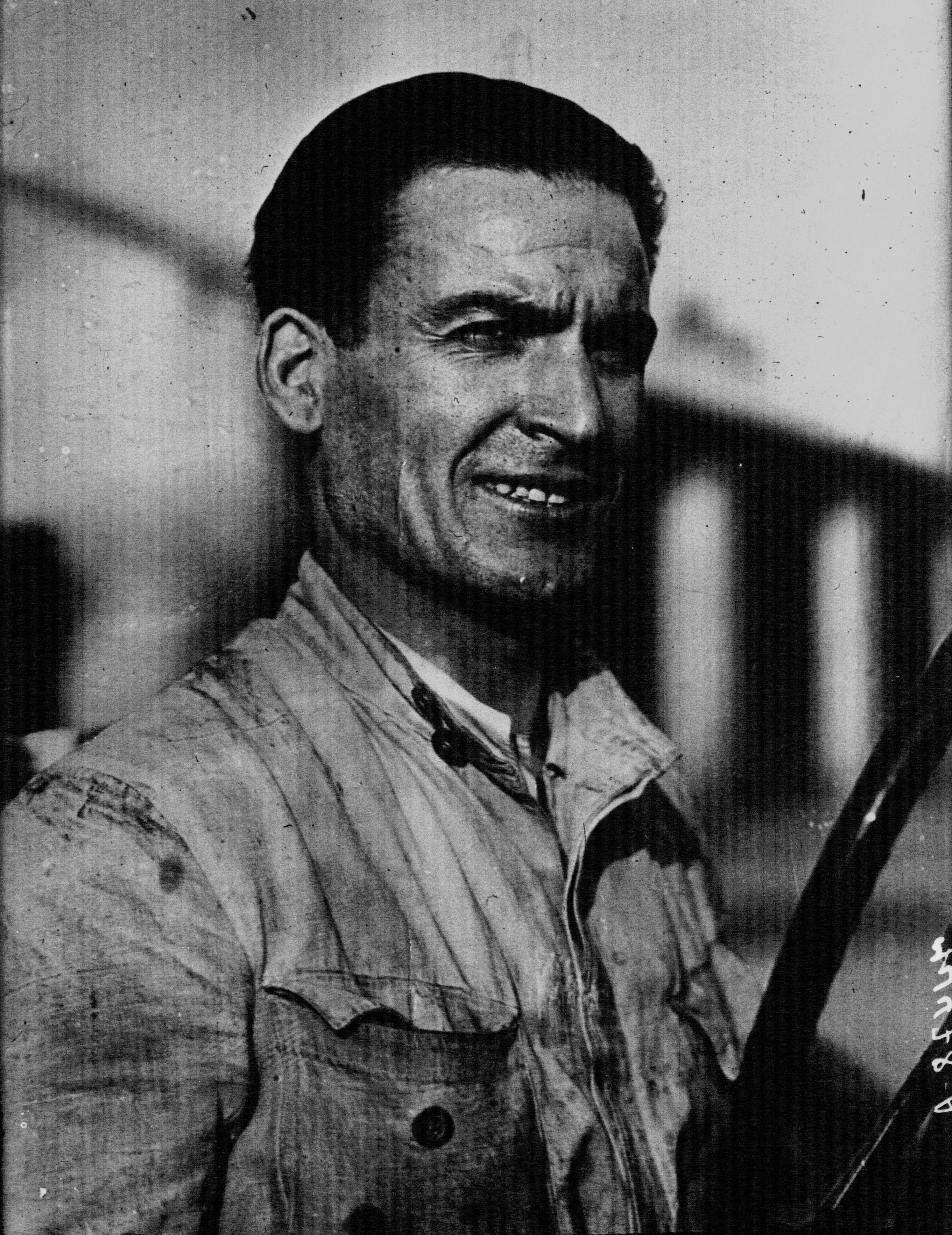
Ernesto Maserati 1930

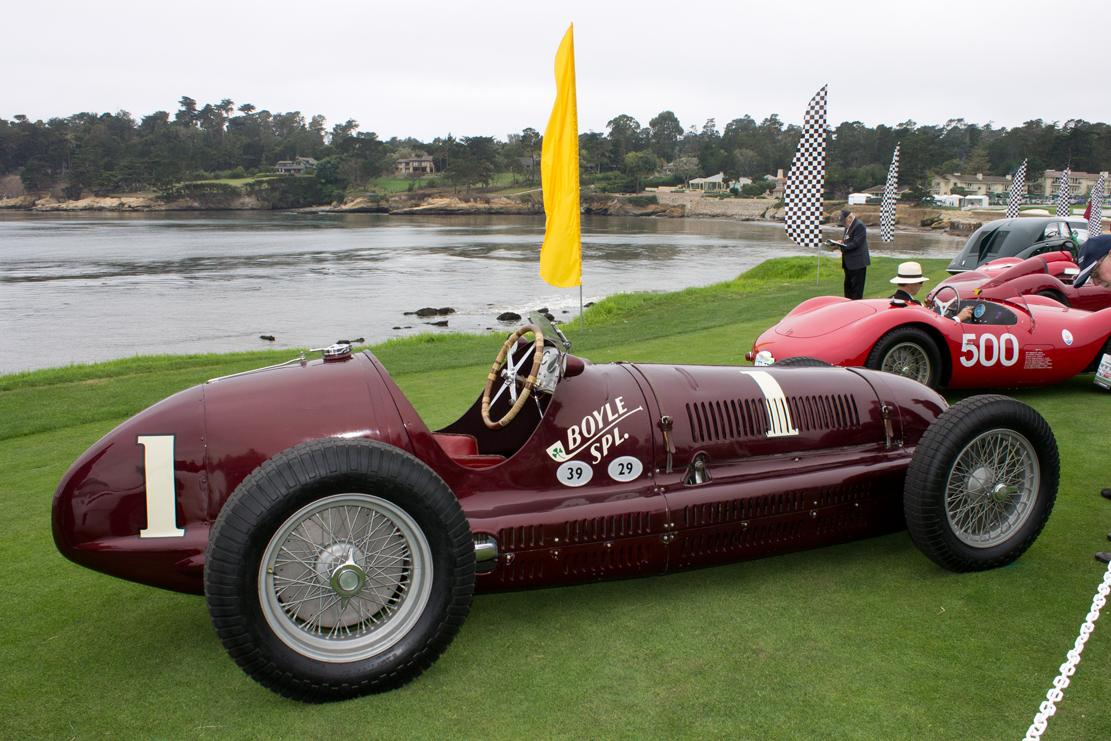
Ein von Ernesto Maserati konstruierter Maserati 8CTF

Ernesto Maserati (* 4. August 1898 in Voghera; † 1. Dezember 1975 in Bologna) war ein italienischer Automobilrennfahrer, Ingenieur und Unternehmer.

## Leben
Ernesto Maserati wurde 1898 als Jüngster der sieben Söhne von Rodolfo und Carolina Maserati, geb. Losi in Voghera geboren. Sein Vater war in den Achtzigerjahren des 19. Jahrhunderts als Lokomotivführer, nach anderen Quellen als Eisenbahningenieur in der norditalienischen Lombardei tätig.
Am 1. Dezember 1914 gründete er zusammen mit seinen Brüdern Alfieri und Ettore in Bologna den Automobilhersteller Maserati. Während des Ersten Weltkrieges leitete Ernesto Maserati das Unternehmen zeitweise, da seine Brüder Wehrdienst leisten mussten.
Seine Rennfahrerkarriere begann Maserati im Jahr 1924. 1927 und 1930 gewann er am Steuer eines Maserati Tipo 26 die italienische Fahrermeisterschaft. 1931 siegte er auf Maserati V4 beim Gran Premio di Roma auf der Pista del Littorio sowie beim Großen Preis von Tunesien in Carthage in der Voiturette-Klasse.
Nach dem Tod seines Bruders Alfieri im Jahr 1932 wurde Ernesto Maserati Generaldirektor und Chefingenieur von Maserati. Er konstruierte die Rennwagen und war außerdem in dieser Zeit auch der einzige Werksrennfahrer des Unternehmens.
Im Jahr 1937 mussten die Brüder Maserati in Folge von finanziellen Schwierigkeiten ihren Betrieb an eine Investorengruppe um Adolfo Orsi verkaufen und sich als Teil des Kaufvertrages für zehn Jahre an das Unternehmen binden. Während des Zweiten Weltkrieges war Ernesto Maserati an der Entwicklung des Maserati A6 beteiligt. 1947 verließ er die Firma und gründete zusammen mit seinen Brüdern Ettore und Bindo den Automobilhersteller Officine Specializzata Costruzioni Automobili (OSCA), den sie 1963 an Domenico Agusta veräußerten.
Ernesto Maserati starb im Jahr 1975 im Alter von 76 Jahren in Bologna. Er liegt auf dem Cimitero Monumentale della Certosa di Bologna begraben.